# Тенгоборский, Людвиг Валерианович
Людвиг Валерианович Тенгоборский (1793—1857) — российский экономист и статистик, действительный тайный советник, член Государственного Совета Российской империи, автор ряда научных трудов и исследований.

## Биография
Людвиг Валерианович Тенгоборский родился в 1793 году в Варшаве. Первые годы своей служебной деятельности был вице-референдарием в государственном совете Царства Польского.
В 1820 году ездил на конгресс в Троппау для занятия вопросами, касающимися финансовых отношений великого герцогства Варшавского с соседними государствами.
В 1828 году был назначен генеральным консулом в город Данциг, и в этой должности оказал важные услуги России во время польского восстания.
В 1832 году был назначен полномочным комиссаром в Вену, где в качестве представителя России участвовал в совещаниях о переустройстве Краковской республики. Несколько позже сопровождал в Париж князя Друцкого-Любецкого, отправленного туда для ликвидации финансовых отношений между Францией и бывшим великим герцогством Варшавским.
В 1845 году был русским уполномоченным для ведения переговоров с австрийским правительством, результатом которых было заключение в 1846 году судоходной конвенции России с Австрией.
По возвращении в столицу Российской империи город Санкт-Петербург Людвиг Валерианович Тенгоборский принимал деятельное участие в обсуждении проекта таможенных реформ, выступая против существовавших тогда почти запретительных тарифов. Утвержденный в 1850 году новый таможенный тариф был составлен Тенгоборским и сравнительно с предшествовавшим дал значительное понижение ставок по основным предметам ввоза, главным образом по хлопчатобумажным тканям, красильным веществам, колониальным продуктам и орудиям фабричного производства.
В 1848 году Л. В. Тенгоборский был назначен членом Государственного Совета. Когда в связи с Лондонской всемирной выставкой была учреждена особая комиссия для устройства на ней русского отдела, он, как один из лучших знатоков русской и иностранной промышленности, был назначен её председателем. С этого же года и до смерти состоял председателем тарифного комитета.
В связи с Крымской войной 1853—1856 г.г. Тенгоборский опубликовал на иностранных языках несколько политических брошюр, направленных против англо-французской политики, а также принимал деятельное участие в основании журнала «Nord», который, выходя в Париже и не имея официального значения, являлся средством влияния на иностранное общество в данном вопросе.
За свои труды Тенгоборский был награждён Золотой Константиновской медалью — высшей наградой Императорского Русского географического общества.
Людвиг Валерианович Тенгоборский умер 30 марта 1857 года.

## Научная деятельность
Л. В. Тенгоборскому принадлежит ряд значительных работ по общественным, экономическим и финансовым работам, материалы для которых им собраны и изучены отчасти в связи с своей служебной деятельностью.
Первой из них вышла в свет «Dos l’instruction publique en Autriche» (Париж 1841) — содержит изложение и основательный критический разбор общественно-образовательных учреждений в Австрии.
Два года спустя в Париже вышло одно из капитальнейших сочинений Тенгоборского: «De finances et du crédit public en Autriche» (букв. «О финансах и государственном кредите Австрии», в котором дается сравнительное изложение австрийских, французских и прусских финансов со многими оригинальными теоретическими объяснениями.
В 1844 году напечатано в Вене «Uebersicht des österreichischen Handels in dem elfjärigen Zeitraume von 1831 bis 1841», и в 1848 г. там же появилось «Expositions des motifs concernant la révision du tarif»; обе работы дают обильный статистический материал из действовавшей тогда тарифной системы и основательную её критику.
Главное сочинение Тенгоборского касается России, хотя написано на французском, — это «Essai sur les forces productives de la Russie» (Париж 1852—1855); в русском переводе профессора И. В. Вернадского оно вышло под названием «О производительных силах России» (Москва и СПб. 1851—1858) и долгое время считалось лучшим систематическим трудом в области хозяйственной статистики России, являясь в то же время первой серьезной попыткой ознакомить иностранцев с промышленностью и рынком нашего отечества. Общие воззрения Тенгоборского, положенные в основу этой работы, сводятся к тому, что Россия по пространству, почве, естественным условиям и географическому положению есть страна по преимуществу земледельческая, прочие же отрасли добывающей и обрабатывающей промышленности в ней стоят на втором плане. Автор не отрицает важности промышленности и для России и для других стран, но находит, что благосостояние страны должно строиться и в большинстве государств действительно строится на земледелии; даже в Англии, стране торгово-промышленной по преимуществу, подоходный налог со всей мануфактурной промышленности, торговли и движимых имуществ не составляет и двух третей суммы подоходного налога, взимаемого с земледелия. Во всех более или менее обширных странах, по выкладкам Тенгоборского, ценность продуктов земледелия значительно превышает ценность продуктов промышленности. И он делает общий вывод, что обширные государства могут достигнуть значительной степени благосостояния и без большого развития мануфактурной промышленности, но такое благосостояние для страны невозможно, если её земледелие находится в дурном состоянии и в пренебрежении. Поэтому мануфактурная промышленность в лучшем случае должна идти наравне с успехами земледелия, но отнюдь не быть покровительствуемой за счет последнего, особенно в странах преимущественно земледельческих. Указание на то, что земледелие извлекает в большей или меньшей мере непосредственные выгоды из успехов промышленности, Тенгоборский считает вполне справедливым для отдельных округов, но отрицает эти выгоды для страны взятой в целом: в конечном счете эти выгоды далеко не оправдываются. Наоборот, интересы земледелия, по его мнению, очень часто могут потерпеть ущерб, если мануфактурная промышленность чрезмерно покровительствуется на его счет, то есть если она удорожает рабочие руки, заставляет земледельца хронически или в продолжение значительного времени очень дорого оплачивать все сфабрикованные в стране вещи, цены на которые в силу покровительственных пошлин чрезмерно высоки, и если, наконец, отнимает у земледельческого класса возможность мены во внешней торговле, особенно когда покровительственная политика и в связи с нею рост цен простирается на предметы первой необходимости. Из этих соображений, подкрепляемых фактами и цифрами, Тенгоборский делает следующие выводы в отношении России: Россия по своим естественным условиям не в состоянии сравниться с другими странами, а тем более превзойти их на поприще мануфактурной промышленности. Поэтому, ставя фундаментом нашей хозяйственной жизни земледелие, из отраслей обрабатывающей промышленности следует преимущественно заботиться лишь о тех, которые наиболее соответствуют положению нашей страны, в высшей степени по своим свойствам земледельческой, и наилучше могут быть соединены и связаны с сельскохозяйственной промышленностью, — вообще должно поощрять те отрасли промышленности, для которых почва России производит в изобилии сырой материал.

## Избранная библиография
- О производительных силах России / сочинение т. с., члена Гос. сов. Л. В. Тенгоборского; перевод с французского, с доп. и изм. 2-го изд. — М. : Унив. тип., 1854—1858.
  - Ч. 1: [Вещественные производительные силы]. — 1854. — [4], IV, 332, VIII, [38] с.
  - Ч. 2, отд. 1: О земледелии. Ч. 2, отд. 1 / перевод с французского, с дополнениями и примечаниями И. В. Вернадского. — 1857. — [2], 454, II с., [2] л. табл.

Помимо названных выше, Тенгоборский также опубликовал следующие работы:
- «Sur les gîtes auriféres de la Californie» (1848);
- «De la politique anglo-française dans la question d’Orient»,
- «Encore quelque mots sur la question d’Orient»,
- «Stimme aus Norden an Oesterreichs Freunde»;
- «Sur les finances de la Russie» (Bruxelles 1854)
- «Essai surle crèdit mobilier» (ibid. 1856).
- Тайны англо-французской политики в восточном вопросе : Пер. с фр. / Соч. Отставного дипломата [псевд.]. — М. : тип. Александра Семена, 1854. — 55 с.